# Panamerikanska spelen 2007
Panamerikanska spelen 2007 hölls 13-29 juli 2007 i Río de Janeiro, Brasilien (fotbollen sparkade igång en dag före den officiella invigningen).

## Medaljtabell
Tio i topp. Störst antal av en viss valör, och störst total medalijer i fet stil.
| Ranking | Land                    | Guld | Silver | Brons | Totalt |
| ------- | ----------------------- | ---- | ------ | ----- | ------ |
| 1       | USA                     | 97   | 88     | 52    | 237    |
| 2       | Kuba                    | 59   | 35     | 41    | 135    |
| 3       | Brasilien               | 52   | 40     | 65    | 157    |
| 4       | Kanada                  | 39   | 44     | 55    | 138    |
| 5       | Mexiko                  | 18   | 24     | 31    | 73     |
| 6       | Colombia                | 14   | 20     | 13    | 47     |
| 7       | Venezuela               | 12   | 23     | 35    | 70     |
| 8       | Argentina               | 11   | 16     | 33    | 60     |
| 9       | Dominikanska republiken | 6    | 6      | 17    | 29     |
| 10      | Chile                   | 6    | 5      | 9     | 20     |

## Sporter

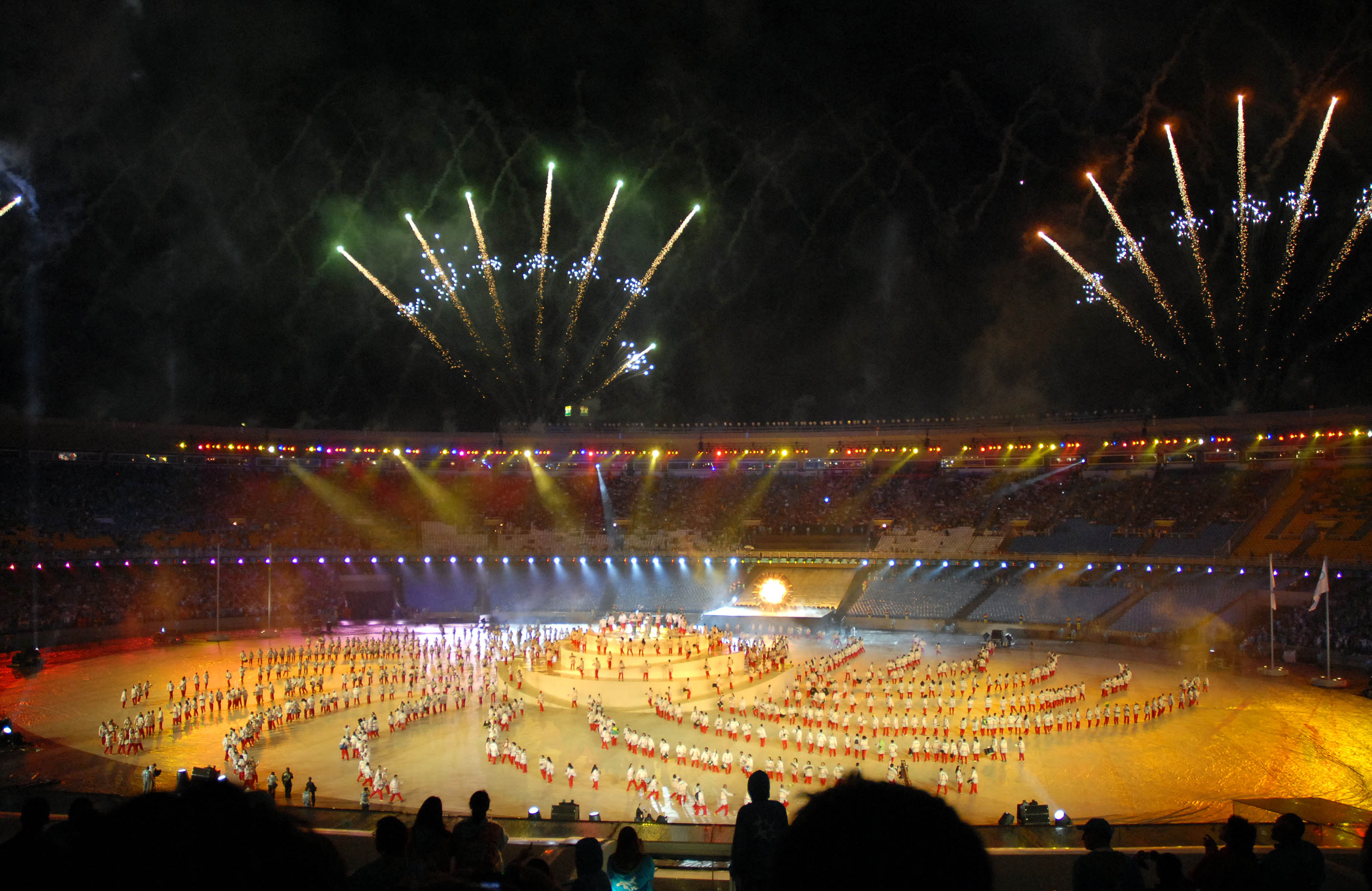
Avslutningsceremonin.

332 tävlingar hölls i 38 sporter, 178 för herrar, 141 för damer och 12 i könsblandade eller öppna klasser.
| - Bågskytte (2/2) - Artistisk sportgymnastik (8/6) - Friidrott (24/23) - Badminton (2/2/1) - Baseboll (1/0) - Basket (1/1) - Beachvolleyboll (1/1) - Bowling (2/2) - Boxning (11/0) - Kanotsport (9/3) - Cykelsport (10/7) - Simhopp (4/4) - Ridsport (0/0/6) - Fäktning (5/5) - Fotboll (1/1) - Futsal (1/0) - Handboll (1/1) - Landhockey (1/1) - Judo (7/7) - Karate (6/3) | - Modern femkamp (1/1) - Rytmisk sportgymnastik (0/8) - Roller skating (2/2) - Roddsport (8/4) - Segling (2/2/5) - Sportskytte (9/6) - Softboll (0/1) - Squash (2/2) - Konstsim (0/2) - Simning (16/16) - Table tennis (2/2) - Taekwondo (4/4) - Tennis (2/2) - Studsmatta (1/1) - Triathlon (1/1) - Volleyboll (1/1) - Vattenpolo (1/1) - Vattenskidor (4/3) - Tyngdlyftning (8/7) - Brottning (14/4) |

Siffrorna i parentes anger antal tävlingar för herrar, damer och i könsblandade indelningsklasser.